# Achiropsetta heterolepis
Espèce
Achiropsetta heterolepsis est une espèce de poissons pleuronectiformes (c'est-à-dire des poissons plats ayant des côtés dissemblables).
Achiropsetta heterolepis  Evseenko, 1987 est un synonyme d’Achiropsetta tricholepis Norman, 1930 selon fishbase.